# 河泳龙属
河泳龙（属名：Fluvionectes，意为“河流游泳者”）是加拿大阿尔伯塔省恐龙公园组发现的一属薄板龙科蛇颈龙。该属仅所知于正模标本——包括部分躯干——及一件归入该分类单元的更大型标本。

## 描述
河泳龙正模标本长达5米（16英尺）、重达500（1,100磅）。该分类单元一具大得多的标本身长最大可能达到7米（23英尺）。

## 分类
描述者将该属归入薄板龙科中一个含阿尔伯塔泳龙、友泳龙、神河龙及末泳龙的演化支中，并根据定义将该演化支置于薄板龙亚科。

## 古生物学
从发现于非海洋至海岸沉积层中来看，河泳龙貌似是种淡水（也可能是半咸水动物，与大部分海生薄板龙科相比明显不同。